# Социјалистичка народна странка
Социјалистичка народна странка (скраћено СНС) била је политичка странка у Србији коју је предводио Бранислав Ивковић, бивши члан Социјалистичке партије Србије. Ивковић је био кандидат у првом кругу избора за председника Србије 2002. године, освојивши 1,2% гласова. На поновљеним претходним изборима 2003, њихов кандидат је био Драган Томић, који је освојио 2,2% гласова. На последњим поновљеним изборима 2004, Ивковић је поново био кандидат странке, освојивши 0,4% гласова. На парламентарним изборима 2007, странка се кандидовала у коалицији Партије уједињених пензионера Србије и Социјалдемократске партије која није успела да пређе минимални услов за проценат гласова.